# Cuckold

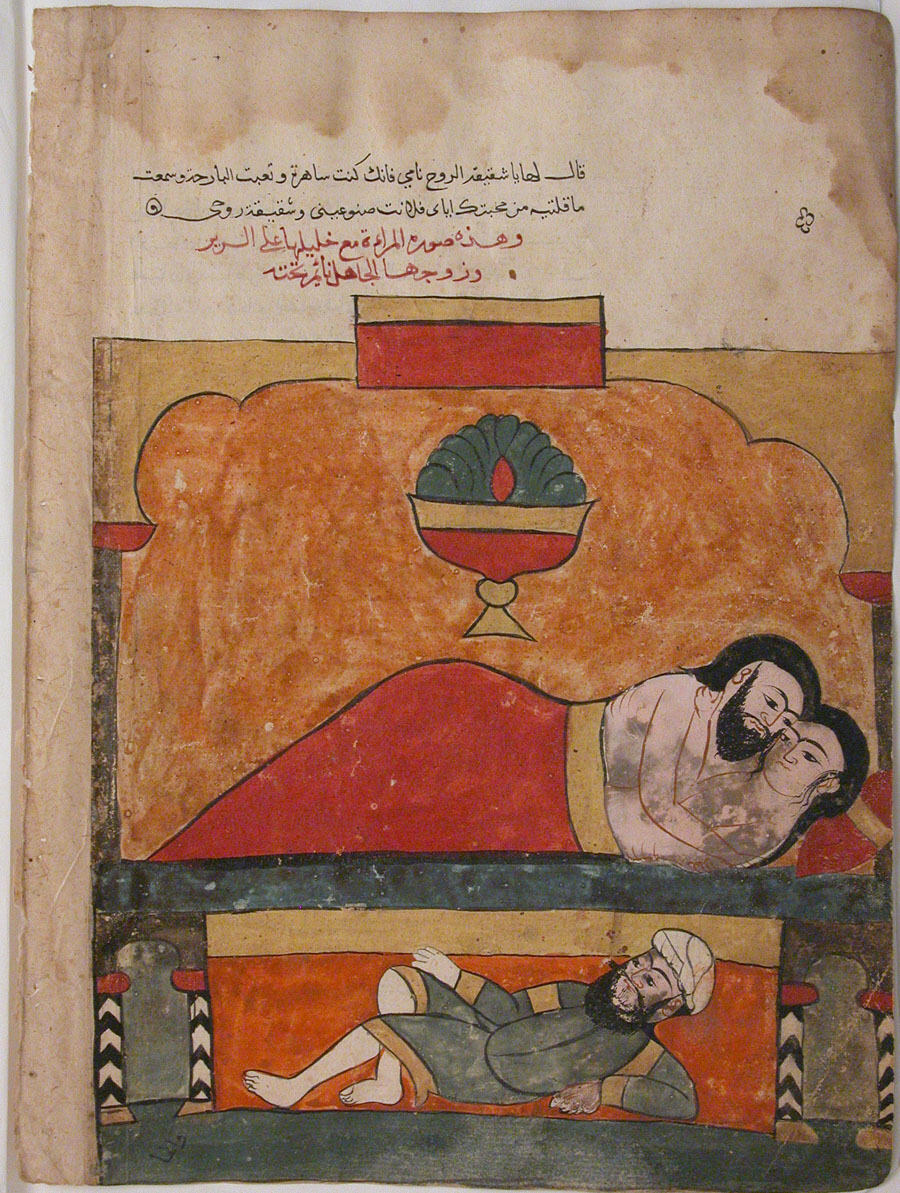
Illustration aus der arabischen Geschichtensammlung Kalīla wa Dimna – einer Übertragung des Indischen Panchatantra, aus dem 18. Jahrhundert zeigt die Frau mit ihrem Liebhaber und ihrem Partner (dem Cuckold) unterhalb des Bettes.

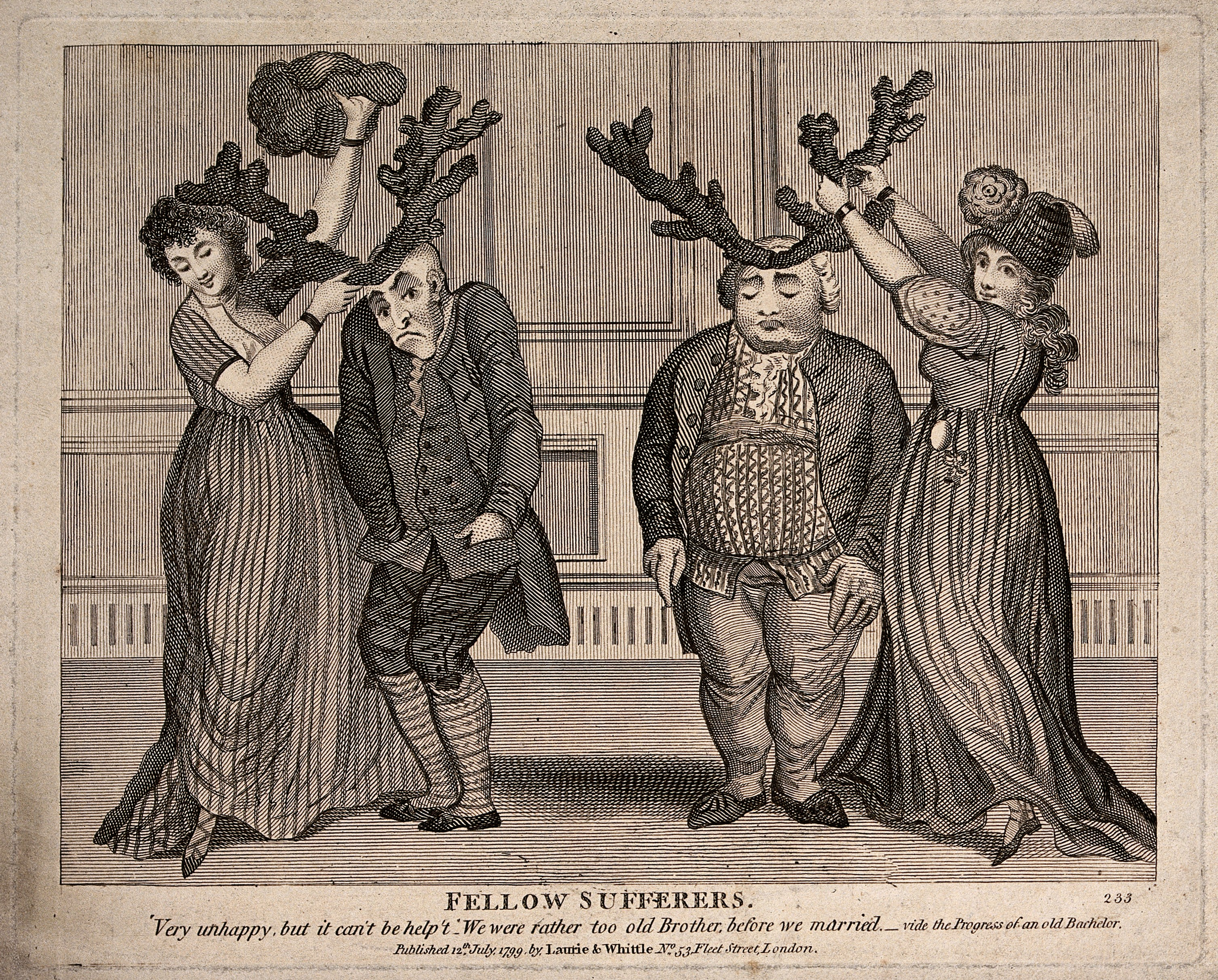
Eine Satire von 1799 zeigt, wie junge Frauen ihren männlichen Partnern Hörner aufsetzen.

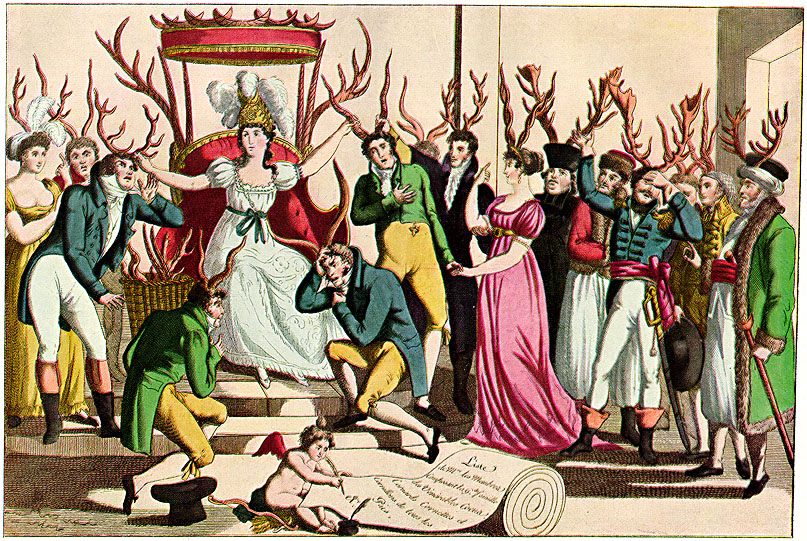
Französische Satire von etwa 1815 über Cuckolding zeigt gehörnte Männer (≈ Cuckolds) und Frauen (≈ Cuckqueans).

Als Cuckold (auch kurz als Cucki, Cuck oder Cux) wird vor allem in der BDSM-Szene ein Mann bezeichnet, der in einer festen Partnerschaft oder Liebesbeziehung durch den intimen Kontakt seines Partners mit anderen Personen sexuellen Lustgewinn erlangt. Dabei kann der Cuckold voyeuristisches, masochistisches und/oder devotes Verhalten bevorzugen. Äquivalent hierzu wird eine Frau, die durch den intimen Kontakt ihres männlichen Partners mit anderen Frauen sexuellen Lustgewinn erlangt, als Cuckquean bezeichnet.
Im englischen Sprachgebrauch ist Cuckold gleichzeitig die Entsprechung des veralteten deutschen Begriffes Hahnrei, also eines Mannes, der durch das Fremdgehen seiner Partnerin gedemütigt wird. Mit der Einführung des englischen Lehnwortes in die deutsche Sprache fand hier eine Differenzierung zwischen dem klassischen heimlichen Fremdgehen und den offen ausgelebten sexuellen Vorlieben innerhalb der Beziehung statt.

## Etymologie
Das Wort Cuck leitet sich vom englischen Cuckoo oder vom französischen Coucou ab (beides: Kuckuck) und das pejorative Suffix von -ald.
Entsprechend dem Verhalten des Kuckucksweibchens, das seine Eier anderen Vögeln zur Brut und Aufzucht unterschiebt, wurde bereits im Mittelalter dieses Verhalten auf den Menschen für solche Fälle übertragen, in denen eine verheiratete Frau das mit einem anderen Mann gezeugte Kind ihrem Ehemann als dessen eigenes Kind unterschiebt (Kuckuckskind). Im Mittelenglischen tauchte für den vorgeführten Ehemann 1250 der Begriff „cokewold“ auf. Als „wittol“, einer Ableitung des mittelenglischen Begriffes „witting“ (wissentlich), wird derjenige Mann bezeichnet, der wissentlich einen Geliebten seiner Frau duldet oder wünscht. Der Begriff tauchte 1589 in Verbform als „cuckolding“ auf und beschreibt verschiedene Formen nichtmonogamer Beziehungen.
Der Begriff Cuckquean für weibliche Cuckolds setzt sich analog aus dem Präfix Cuck und dem Suffix quean zusammen. Letzteres leitet sich vom altenglischen cwene ab (protogerm. kwenǭ) für Frau ab. Etymologisch steht es in einem Zusammenhang mit dem heutigen englischen Begriff Queen für Königin. Während jedoch der Begriff Queen mit einer inhaltlichen Aufwertung verbunden ist, steht der Begriff quean im Englischen für leichtes Mädchen oder Flittchen. Der Begriff Cuckquean ist bereits im 16. und 17. Jahrhundert literarisch bezeugt.

## Merkmale des Cuckolding
Der Cuckold ist in der Regel devot veranlagt, das Cuckolding selbst ist häufiger Bestandteil innerhalb des Femdom und wird deshalb auch zu den Spielarten des BDSM gerechnet. Der Cuckold genießt es, von der Frau dominiert zu werden, entweder nur sexuell („Erotic Power Exchange“) oder auch in alltäglichen Dingen oder gar im gesamten Alltag („Total Power Exchange“). Es kann ihn erregen, wenn seine Partnerin einen oder mehrere feste Liebhaber hat. Auch Demütigung in diesem Bereich kann eine erotisierende Wirkung auf den Cuckold haben.
Manchmal dehnt sich die bewusst gewollte Unterordnung auch auf ihren Liebhaber aus, indem der Cuckold auch ihm gegenüber eine devote Rolle einnimmt und sich von ihm dominieren und erniedrigen lässt. Das kann so weit gehen, dass der Cuckold die Rolle eines Dieners für beide einnimmt. Sexuelle Dienste, beispielsweise vorbereitenden Cunnilingus oder das Reinigen der Intimzone des Paares nach dem Geschlechtsverkehr, werden vor allem in der BDSM-Literatur beschrieben.
Im Bereich Femdom gehört die Keuschhaltung des Cuckolds zu den häufig in der Literatur auftauchenden Themen.
Obwohl die Partnerin sexuelle und auch andere emotionale Befriedigung bei ihrem festen Liebhaber oder auch bei wechselnden Liebhabern findet, ist die Bindung zum Partner in der Regel wesentlich stärker als zum Liebhaber.
Viele dominant veranlagte Frauen genießen das bewusste Machtgefälle (engl. Power Exchange) innerhalb der Partnerschaft und die Demonstration ihrer Macht über den Partner. Für einen devot veranlagten Cuckold kann es im Gegenzug eine besondere Auszeichnung darstellen, von seiner Partnerin Demütigung und damit Aufmerksamkeit und Wertschätzung als unterwürfiger Teil der Beziehung zu erfahren. Es finden normalerweise keinerlei Heimlichkeiten zwischen den Partnern statt. Hierbei sind Ähnlichkeiten zu den Grundsätzen der Polyamorie zu finden.

## Abgrenzungen
Abzugrenzen ist Cuckolding vom Wifesharing, einer sexuellen Spielart, in welcher der (Ehe-)Mann seine Frau mit einem anderen oder mehreren auf Augenhöhe teilt und nicht devot ist; des Weiteren vom Candaulismus, bei dem es nicht zum Sexualakt mit Dritten kommt, der Dritte bleibt in der Rolle des Beobachters.
Eine virtuelle Variante ohne consent des "Cucks" ist Netorare, ein Genre im Bereich Hentai.